# 대한민국 상법 제188조
대한민국 상법 제188조는 소의 병합심리에 대한 상법 회사법의 조문이다. 

## 조문
제188조 (소의 병합심리) 수개의 설립무효의 소 또는 설립취소의 소가 제기된 때에는 법원은 이를 병합심리하여야 한다.